# Минамото-но Ёрииэ
Минамото-но Ёрииэ (яп. 源頼家, 11 сентября 1182 — 14 августа 1204 года) — второй сёгун Камакурского сёгуната и старший сын Минамото-но Ёритомо, основателя Камакурского сёгуната.

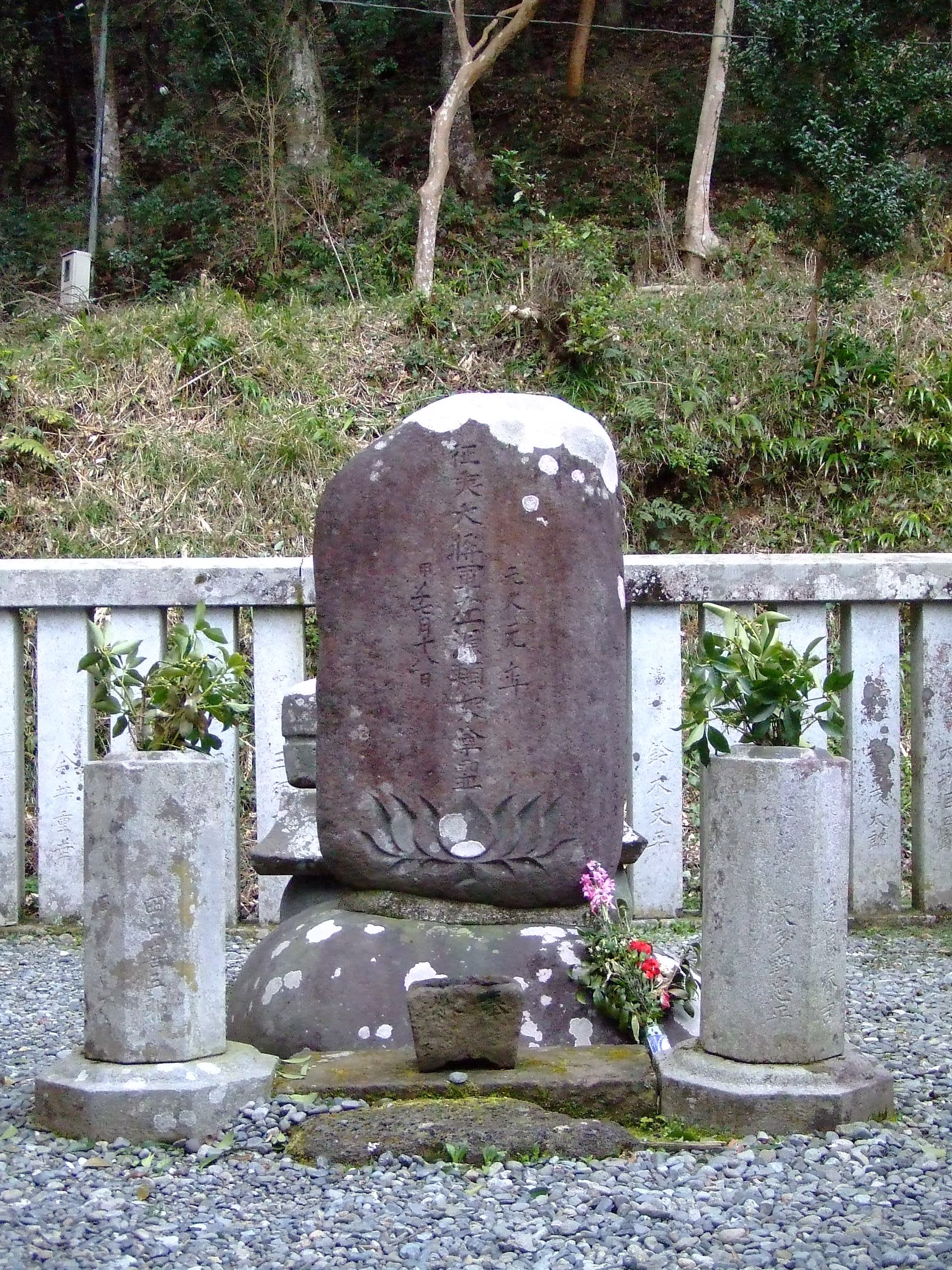
Могила Минамото-но Ёрииэ в городе Идзу

После смерти отца в 1199 году, он стал главой рода Минамото, а в 1202 году получил титул сэйи-тайсёгун. Ёрииэ не обладал в должной мере талантами и волей отца, и власть оказалась в руках дедушки Ёрииэ — сиккэна Ходзё Токимасы. В конечном итоге, из-за интриг против клана Ходзё Ёрииэ был посажен под домашний арест и убит 17 августа 1204 года. Сёгуном стал его младший брат, Минамото-но Санэтомо.
Могила Минамото-но Ёрииэ находится в городе Идзу, в префектуре Сидзуока.